# Церковь Коупавогюра
Церковь Коупавогюра (исл. Kópavogskirkja) — самая старая церковь города Коупавогюр (Исландия). Она расположена на холме Borgarholt, откуда открывается вид на Коупавогюр, Рейкьявик и его окрестности.
Строительство церкви началось в 1958 году, и освящение состоялось 16 декабря 1963 года. В основе архитектуры здания лежит крестообразное пересечение двух широких арок. Церковь имеет классическую для лютеранских кирх ориентацию — на востоке расположен алтарь, на западе — орган, в северной и южной галереях находятся места для прихожан. Витражи созданы Гердюр Хельгадоуттир.
Профиль здания используется для городской печати.